# Michèle Delaunay

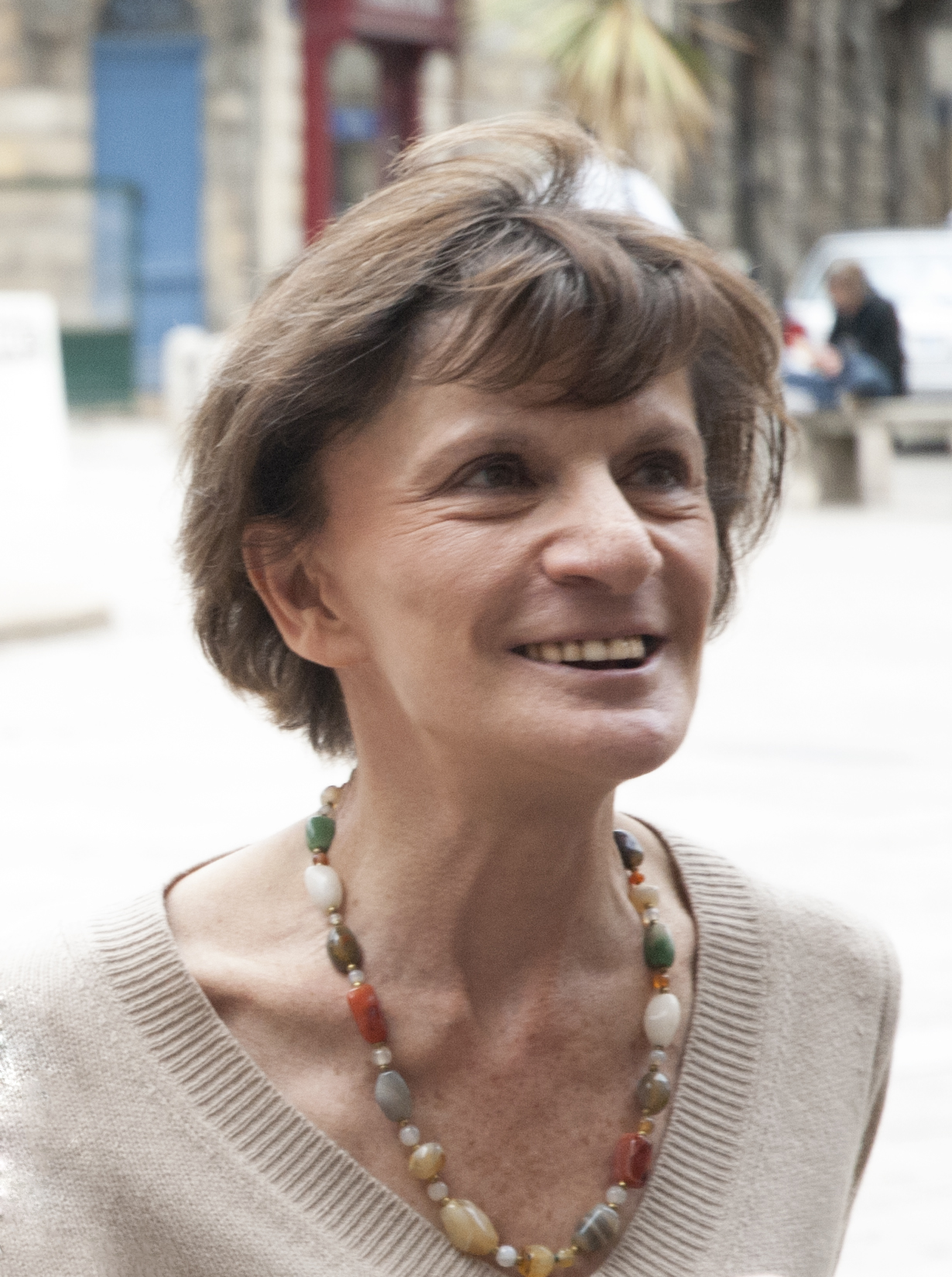
Michèle Delaunay

Michèle Delaunay (* 8. Januar 1947 in Clermont-Ferrand, Département Puy-de-Dôme) ist eine französische Onkologin und Politikerin der Parti Socialiste (PS). Vom 16. Mai 2012 bis zum 31. März 2014 war sie Beigeordnete Ministerin für Senioren und Pflege im Ministerium für soziale Angelegenheiten und Gesundheit im Kabinett von Premierminister Jean-Marc Ayrault.

## Leben

### Eltern, berufliche und kommunalpolitische Laufbahn
Michèle Delaunay ist die Tochter des Schriftstellers Gabriel Delaunay, der unter anderem von Januar 1957 bis Juli 1958 Generaldirektor des staatlichen Rundfunksenders Radiodiffusion-télévision française (RTF) und danach bis 1972 Präfekt des Département Gironde und der Region Aquitanien war, sowie von Alice Delaunay, die zwischen November 1944 und August 1945 Mitglied der Provisorischen Beratenden Versammlung (Assemblée consultative provisoire) und später Generalinspektorin für nationale Bildung war.
Sie selbst absolvierte nach dem Schulbesuch ein Studium der Medizin und arbeitete danach als Ärztin für Onkologie in der Klinik für Dermatologie und Onkologie im Universitätsklinikum der Universität Victor Segalen Bordeaux II.
Ihre politische Laufbahn begann sie erst 2001 in der Kommunalpolitik, als sie als Zweitplatzierte auf der Wahlliste der Parti Socialiste nach Gilles Savary zum Mitglied des Stadtrates von Bordeaux gewählt wurde und diesem bis 2007 angehörte.
Im März 2004 wurde sie darüber hinaus zum Mitglied des Generalrates des Département Gironde gewählt und vertritt in diesem seither den Kanton Bordeaux-2. Dabei gelang es ihr die bisherige Amtsinhaberin Chantal Bourragué von der Union pour un mouvement populaire (UMP) zu schlagen, die zugleich als Vertreterin des Wahlkreises Bordeaux Abgeordnete der Nationalversammlung war. Damit wurde zum ersten Mal nach 45 Jahren wieder eine Politikerin der politischen Linken zur Vertreterin des Kantons in den Generalrat gewählt.

### Abgeordnete und Beigeordnete Ministerin
Im November 2004 kandidierte sie bei einer Nachwahl im Wahlkreis Gironde II erstmals für ein Mandat in der Nationalversammlung, unterlag jedoch mit 566 Wählerstimmen dem Kandidaten der UMP, Hugues Martin. Am 17. Juni 2007 wurde Michèle Delaunay, die die Kandidatur von Ségolène Royal für die PS bei der Präsidentschaftswahl 2007 unterstützte, schließlich als Nachfolgerin von Huges Martin zur Abgeordneten der Nationalversammlung gewählt und vertritt dort seither den Wahlkreis Gironde II. Bei der Wahl trat sie gegen den früheren Premierminister und damals amtierenden Staatsminister sowie Minister für Umwelt, nachhaltige Entwicklung, Energie und Verkehr im Kabinett von François Fillon, Alain Juppé, an, der bereits von 1997 bis 2004 Abgeordneter des Wahlkreises war. Während sie im ersten Wahlgang 31,16 Prozent der Wählerstimmen erhielt, erreichte sie im zweiten Wahlgang 50,93 Prozent und hatte damit einen Vorsprung von 670 Stimmen vor Juppé. Am Wahlabend gab Juppé den Rücktritt von seinem Ministeramt bekannt, da er bei den Parlamentswahlen kein Mandat erhalten konnte. 
Nach der Wahl des von ihr bei den Vorwahlen der PS unterstützten François Hollande zum Staatspräsidenten und der Benennung von Jean-Marc Ayrault zum Premierminister, wurde sie von diesem am 16. Mai 2012 zur Beigeordneten Ministerin für Senioren und Pflege in dessen Kabinett berufen und ist als solche Sozial- und Gesundheitsministerin Marisol Touraine unterstellt.
Am 15. April 2013, kurz vor der Veröffentlichung aller Minister-Vermögen in Frankreich, wurde bekannt, dass Michèle Delaunay ein „sehr bedeutendes“ Vermögen von 5,4 Millionen Euro zusammen mit ihrem Ehemann besitzt. Dieses soll zum Großteil ererbt sein.

## Veröffentlichungen
- L'ambiguïté est le dernier plaisir, Actes Sud
- La Ronde droite, Éditions Gallimard
- Jardins de Bordeaux, Mitautor M.-C Leng, Éditions Fanlac.
- L'Éphémérité durable du blog, Éditions Le Bord de L'eau, 2007